# 일본 여자 U-20 축구 국가대표팀
일본 여자 U-20 축구 국가대표팀(일본어: U-20サッカー日本女子代表)은 일본을 대표하는 여자 축구 U-20 대표팀으로 일본 축구 협회에서 운영한다.

## 성적

### FIFA U-20 여자 월드컵
- 2002년: 8강
- 2004년: 예선 탈락
- 2006년: 예선 탈락
- 2008년: 8강
- 2010년: 조별 리그
- 2012년: 3위
- 2014년: 예선 탈락
- 2016년: 3위
- 2018년: 우승
- 2022년: 준우승
- 2024년: 준우승

### AFC U-20 여자 아시안컵
- 2002년: 우승
- 2004년: 8강
- 2006년: 4위
- 2007년: 준우승
- 2009년: 우승
- 2011년: 우승
- 2013년: 4위
- 2015년: 우승
- 2017년: 우승
- 2019년: 우승
- 2024년: 준우승

## 같이 보기
- 일본 여자 축구 국가대표팀
- 일본 여자 U-17 축구 국가대표팀